# Villeneuve-de-Marc
Villeneuve-de-Marc è un comune francese di 1 173 abitanti situato nel dipartimento dell'Isère della regione dell'Alvernia-Rodano-Alpi.

## Società

### Evoluzione demografica
Abitanti censiti